# Quận Pickens, Alabama
Quận Pickens là một quận thuộc tiểu bang Alabama, Hoa Kỳ. Theo điều tra dân số năm 2000 của Cục điều tra dân số Hoa Kỳ, quận có dân số 20.949 người. Quận lỵ đóng ở Carrollton. Quận được đặt tên theo Andrew Pickens. Đây là một quận khô.